# 犬丸インターチェンジ
犬丸インターチェンジ（いぬまるインターチェンジ）は、大分県中津市に位置する中津日田道路のインターチェンジである。

## 道路
- 中津日田道路（2番）

## 接続する道路
- 国道213号

## 隣
中津日田道路
(1) 定留IC - (2) 犬丸IC - (3) 伊藤田IC

## 最寄りの施設
- 中津市役所
- 中津警察署
- 中津市立中津市民病院
- 今津駅
- 東中津駅